# Anomalon cruentatum
Anomalon cruentatum là một loài tò vò trong họ Ichneumonidae.